# The Book of Us: Entropy
The Book of Us: Entropy – trzeci koreański album studyjny południowokoreańskiej grupy Day6, wydany 22 października 2019 roku przez JYP Entertainment. Był promowany przez singel „Sweet Chaos”. Album ukazał się w dwóch edycjach fizycznych („Sweet” i „Chaos”) i jednej cyfrowej. Album sprzedał się w liczbie 64 454 egzemplarzy (stan na grudzień 2019).

## Tło i wydanie
28 września 2019 roku ogłoszono, że Day6 powrócą z nowym wydawnictwem w październiku po tym, jak fani odkryli na stacji metra reklamę przedstawiającą logo Day6 z datą 22 października i godziną 18:00. Agencja Day6, JYP Entertainment, potwierdziła później comeback zespołu. 6 października 2019 roku na YouTube ukazał się zwiastun zatytułowany The Book of Us: Entropy. Przedsprzedaż fizycznego albumu rozpoczęła się 7 października. Dzień później ukazała się tracklista składająca się z 11 nowych utworów. 10 października zostały wydane indywidualne teasery graficzne dla każdego członka. Następnie w dniach 11–20 października publikowano serię indywidualnych i grupowych zwiastunów fotograficznych. Pierwszy zwiastun teledysku do głównego singla „Sweet Chaos” został wydany 20 października, a sampler albumu został udostępniony następnego dnia.

## Lista utworów
| CD  | CD                                                                                          | CD                             | CD                                                           | CD                                                  | CD      |
| Nr  | Tytuł utworu                                                                                | Tekst                          | Kompozycja                                                   | Aranżacja                                           | Długość |
| --- | ------------------------------------------------------------------------------------------- | ------------------------------ | ------------------------------------------------------------ | --------------------------------------------------- | ------- |
| 1.  | „Deep in Love”                                                                              | Young K                        | Jae, Sungjin, Young K, Wonpil, Hong Ji-sang                  | Hong Ji-sang                                        | 3:47    |
| 2.  | „Sweet Chaos”                                                                               | Young K                        | Jae, Sungjin, Young K, Wonpil, Hong Ji-sang                  | Hong Ji-sang                                        | 3:47    |
| 3.  | „Emergency”                                                                                 | JaeShim Eun-ji, Lee Hae-sol    | Jae, Shim Eun-ji, Lee Hae-sol                                | Shim Eun-ji, Lee Hae-sol                            | 3:18    |
| 4.  | „Rescue Me”                                                                                 | Young K, Wonpil                | Jae, Wonpil, FRANTS                                          | Shim Eun-ji, Lee Hae-sol                            | 3:22    |
| 5.  | „365247”                                                                                    | Young K                        | Young K, FRANTS                                              | FRANTS                                              | 2:53    |
| 6.  | „Jigeumjjeum” (kor. 지금쯤, ang. About Now)                                                 | Jae, mr. cho                   | Jae, mr. cho                                                 | mr. cho                                             | 2:59    |
| 7.  | „Ayaya” (kor. 아야야, ang. Ouch)                                                            | Young K                        | Young K, Nuplay (KIME, MHL, Jo Chang-hyun), Sean M. Sinclair | Nuplay (KIME, MHL, Jo Chang-hyun), Sean M. Sinclair | 3:17    |
| 8.  | „Not Fine”                                                                                  | Young K                        | Jae, Sungjin, Young K, Wonpil, Hong Ji-sang                  | Hong Ji-sang                                        | 3:36    |
| 9.  | „Magmal” (kor. 막말, ang. Stop Talking)                                                     | Young K                        | Jae, Young K, Nuplay (203, Swavey Child)                     | 203 (Nuplay)                                        | 3:47    |
| 10. | „Not Mine”                                                                                  | Wonpil, Jeon Da-sol, Jae Do-gi | Wonpil, Jeon Da-sol, Jae Do--gi                              | Jeon Da-sol                                         | 3:16    |
| 11. | „Machi heulleoganeun balamcheoleom” (kor. 마치 흘러가는 바람처럼, ang. Like a Flowing Wind) | Young K, Wonpil                | Wonpil, Kim Yeon-seo, minGtion                               | minGtion                                            | 3:23    |

## Notowania
| Lista                   | Najwyższa pozycja |
| ----------------------- | ----------------- |
| Gaon Weekly Album Chart | 4                 |
| Five Music (Tajwan)     | 5                 |
| Billboard World Albums  | 10                |